# 延斯·奥托·克拉格
延斯·奥托·克拉格（丹麥文：Jens Otto Krag，國際音標：/jɛns ʌtˢo ˈkʰʁɑːˀʊ̯ˀ}/，1914年9月15日—1978年6月22日）是丹麦政治家。丹麦社会民主党人，曾擔任兩次丹麦首相（1962-1968年、1971-1972年）。
| 前任： 汉斯·克里斯蒂安·汉森 | 外交大臣 1958年10月8日-1962年9月3日   | 繼任： Per Hækkerup      |
| 前任： 维格·坎普曼          | 丹麦首相 1962年9月3日-1968年2月2日    | 繼任： 希尔马·包恩斯格尔 |
| 前任： Per Hækkerup         | 外交大臣 1966年11月28日-1967年10月1日 | 繼任： 汉斯·塔博尔       |
| 前任： 希尔马·包恩斯格尔    | 丹麦首相 1971年10月11日-1972年10月5日 | 繼任： 安高·约恩森       |
| 前任： 维格·坎普曼          | 社会民主党领袖 1962年-1972年          | 繼任： 安高·约恩森       |

## 參閱條目
- 丹麥首相列表